# Most Wanted (album av Hilary Duff)
Most Wanted är ett samlingsalbum med Hilary Duff från 2005. Detta album är Hilarys första samlingsalbum. Albumet släpptes i två versioner en med tre nya låtar och en med fyra nya låtar och det albumet heter "Most Wanted The Collector's Signature Edition" man får också signerade foton av Hilary Duff med det albumet.

## Låtlista Most Wanted
1. Wake Up (inte tidigare utgiven) (Dead Executives, Hilary Duff) - 3:38
2. The Getaway (från albumet Hilary Duff) (Julian Bunetta, James Michael) - 3:38
3. Beat Of My Heart (inte tidigare utgiven) (Dead Executives, Duff)   - 3:10
4. Come Clean (Remix 2005) (från albumet Metamorphosis) (Kara DioGuardi, John Shanks) - 3:44
5. Mr. James Dean (från albumet Hilary Duff) (Kevin De Clue, Haylie Duff, Hilary Duff) - 3:30
6. So Yesterday (från albumet Metamorphosis) (Lauren Christy, Graham Edwards, Charlie Midnight, Scott Spock) - 3:36
7. Metamorphosis (från albumet Metamorphosis) (Chico Bennett, Duff, Midnight, Andre Recke9 - 3:28
8. Rock This World (Remix 2005) (från albumet Hilary Duff) (Duff, Midnight, Ty Stevens, Denny Weston, Jr.) - 3:59
9. Break My Heart (inte tidigare utgiven) (Dead Executives, Duff) - 3:21
10. Fly (från albumet Hilary Duff) (DioGuardi, Shanks Hilary Duff) - 3:43
11. Girl Can Rock (från albumet Metamorphosis) (bonuslåt) (Midnight, Weston, Jr.) - 3:05
12. Our Lips Are Sealed med Haylie Duff (från albumet A Cinderella Story Soundtrack) (bonuslåt) (Jane M. Wiedlin, Terrence E. Hall) - 2:40
13. Why Not? (Remix 2005) (från albumen The Lizzie McGuire Movie Soundtrack och Metamorphosis) (bonuslåt) (Matthew Gerrard, Midnight) -  2:57
14. I Am (Remix 2005) (gömd låt) (från albumet Hilary Duff) (Diane Warren) - 4:03

## Låtlista Most Wanted The Collector's Signature Edition
1. Wake Up (inte tidigare utgiven) (Dead Executives, Hilary Duff) - 3:38
2. The Getaway (från albumet Hilary Duff) (Julian Bunetta, James Michael) - 3:38
3. Beat Of My Heart (inte tidigare utgiven) (Dead Executives, Duff)   - 3:10
4. Come Clean (Remix 2005) (från albumet Metamorphosis) (Kara DioGuardi, John Shanks) - 3:44
5. Who's That Girl? (akustisk version) (från albumet Hilary Duff) (Andreas Carlsson, Desmond Child, C. Midnight) - 3:26
6. Mr. James Dean (från albumet Hilary Duff) (Kevin De Clue, Haylie Duff, Hilary Duff) - 3:30
7. So Yesterday (från albumet Metamorphosis) (Lauren Christy, Graham Edwards, Charlie Midnight, Scott Spock) - 3:36
8. Metamorphosis (från albumet Metamorphosis) (Chico Bennett, Duff, Midnight, Andre Recke9 - 3:28
9. Rock This World (Remix 2005) (från albumet Hilary Duff) (Duff, Midnight, Ty Stevens, Denny Weston, Jr.) - 3:59
10. Break My Heart (inte tidigare utgiven) (Dead Executives, Duff) - 3:21
11. Jericho (Remix 2005) (från albumet Hilary Duff) (Bennett, Midnight) - 3:50
12. Fly (från albumet Hilary Duff) (DioGuardi, Shanks Hilary Duff) - 3:43
13. Supergirl (inte tidigare utgiven) (DioGuardi, Greg Wells) - 2:53
14. Party Up (Remix 2005) (från albumet Metamorphosis) (M. A. Brooks, A. Hamilton, T. L. Rhodes) - 3:56
15. Girl Can Rock (från albumet Metamorphosis) (bonuslåt) (Midnight, Weston, Jr.) - 3:05
16. Our Lips Are Sealed med Haylie Duff (från albumet A Cinderella Story Soundtrack) (bonuslåt) (Jane M. Wiedlin, Terrence E. Hall) - 2:40
17. Why Not? (Remix 2005) (från albumen The Lizzie McGuire Movie Soundtrack och Metamorphosis) (bonuslåt) (Matthew Gerrard, Midnight) -  2:57
18. I Am (Remix 2005) (gömd låt) (från albumet Hilary Duff) (Diane Warren) - 4:03

## Singlar
- Wake Up
- Beat Of My Heart